# Дубицкий, Вячеслав Владимирович
Вячеслав Володимирович Дубицкий (* 10 августа 1947, село Вербка Каменец-Подольского района Хмельницкой области) — украинский политик.
Кандидат экономических наук (2004).
Родился 10 августа 1947 года (село Вербка, Каменец-Подольский район, Хмельницкая область).
Образование : Каменец-Подольский сельскохозяйственный институт (1965-70), ученый агроном; Киевский торгово-экономический институт (1986), экономист, «Экономика торговли»; кандидатская диссертация «Развитие интеграционных процессов в АПК» (2004, Институт аграрной экономики УААН).
- 1970 — инженер по нормированию труда совхоза «Победа» Ивано-Франковской области.
- 05.1970-1972 — служба в армии.
- 1972—1975 — руководитель отделения совхоза «Ленинец» Хмельницкого района Хмельницкой области.
- 05.-09.1975 — директор совхоза «Хмельницкий».
- 09.1975-10.1980 — заместитель генерального директора Хмельницкого производственно-аграрного объединения садоводческих совхозов.
- 10.1980-1988 — директор Хмельницкой межрайонной заготовительной базы облпотребсоюза.
- 10.1988-1993 — заместитель председателя правления Хмельницкого облпотребсоюза.
- 04.1993-06.1996 — президент Хмельницкой областной производственно-коммерческой фирмы «Хмельницкнефтепродукт».
- 1996—1998 — председатель ОАО "ПКФ «Хмельницкнефтепродукт».
- 07.1998-04.2002 — председатель Каменец-Подольской райгосадминистрации.

Народный депутат Украины 4-го созыва (04.2002-04.2006, избирательный округ № 192, Хмельницкая область, самовыдвижение). Во время выборов: председатель Каменец-Подольской райгосадминистрации, член Партии регионов. Член фракции СДПУ(О) (05.2002-12.2004), член фракции партии «Единая Украина» (12.2004-02.2006). Председатель подкомитета по вопросам предпринимательства Комитета по промышленной политике и предпринимательству (с 06.2002).
Член СДПУ(О) (2002-12.04).
Заслуженный работник сельского хозяйства (09.2002). Орден Дружбы народов (1986). Орден «За заслуги» III степени (11.2004).